# Santa Isabel (sopka)
Santa Isabel je neaktivní andezitový štítový vulkán, nacházející se v Kolumbii, asi 130 km západně od hlavního města Bogoty, mezi sopkami Nevado del Ruiz a Nevado del Tolima. Není známa doba poslední erupce, ale lávové proudy, nacházející se na jihozápadní a jihovýchodní straně sopky jsou poměrně mladé (přibližně 5000leté).